# دوروثي دالتون
دوروثي دالتون (بالإنجليزية: Dorothy Dalton)‏ هي ممثلة أمريكية، ولدت في 22 سبتمبر 1893 بشيكاغو في الولايات المتحدة، وتوفيت في 13 أبريل 1972 بسكيرديل في الولايات المتحدة. بدأت مشوارها المهني سنة 1910.

## وصلات خارجية
- دوروثي دالتون على موقع IMDb (الإنجليزية)
- دوروثي دالتون على موقع أول موفي (الإنجليزية)
- دوروثي دالتون على موقع قاعدة بيانات برودواي على الإنترنت (الإنجليزية)
- دوروثي دالتون على موقع قاعدة بيانات الأفلام السويدية (السويدية)
- دوروثي دالتون على موقع قاعدة بيانات الفيلم (الإنجليزية)